# Revolutionære Celler
Revolutionære Celler (Revolutionäre Zellen, RZ) var en venstreekstrem organisation i Vest-tyskland. Den udsprang fra det militante autonome miljø, og eksisterede fra 1970'erne frem til 1990'erne.
Revolutionære Celler var organiseret som et løst netvært, og bestod af to fremtrædende strømninger. Den ene var i lighed med Rote Armee Fraktion, antiimperialistisk orienteret, den anden var socialrevolutionær. Mellem grupperne var der ofte strid. RZ blev derfor betragtet som guerilla diffusa.
Ifølge den tyske rigsadvokat var Revolutionære Celler ansvarlige for 186 terroraktioner, deraf 40 i Berlin. Organisationen hævded at den kæmpede imod "statslig racisme, sexisme og patriarkatet".